# Arina Openysjeva
Arina Pavlovna Openysjeva, född 24 mars 1999, är en rysk simmare. 
Openysjeva tävlade i fyra grenar för Ryssland vid olympiska sommarspelen 2016 i Rio de Janeiro. Hon blev utslagen i försöksheatet på 200, 400 och 800 meter frisim samt var en del av Rysslands lag som slutade på 7:e plats på 4x200 meter frisim.